# Stanowisko pracy
Stanowisko pracy – przestrzeń pracy wraz z wyposażeniem w środki i przedmioty pracy, w której pracownik lub zespół pracowników wykonują pracę.